# Protocole de Moscou
Ne doit pas être confondu avec Pacte de Litvinov.
Le Protocole de Moscou (en tchèque et en slovaque Moskevský protokol), officiellement Protocole des négociations des délégations de la République socialiste tchécoslovaque et de l'Union des républiques socialistes soviétiques, est un document signé par les dirigeants politiques tchécoslovaques à Moscou, après le Printemps de Prague et l'invasion militaire soviétique qui suivit.
Les négociations ont eu lieu du 23 au 26 août 1968. Les principaux signataires sont le président Ludvík Svoboda, le premier secrétaire du Comité central du Parti communiste de Tchécoslovaquie Alexander Dubček et la plupart des ministres et des dirigeants du Parti communiste tchécoslovaque (dont Gustáv Husák). La seule personne présente lors des négociations qui a refusé de signer est František Kriegel. 
Le document comprenait, parmi ses nombreux points, le fait de protéger le « socialisme » en Tchécoslovaquie, d'agir sur les promesses faites dans la Déclaration de Bratislava, de dénoncer le 14e Congrès du Parti et ses résolutions, d'empêcher les critiques des médias tchécoslovaques et de rejeter toute ingérence du Conseil de sécurité des Nations unies dans le Bloc de l'Est. 